# 東京デザインウィーク火災死亡事故
東京デザインウィーク火災死亡事故（とうきょうデザインウィークかさいしぼうじこ）は、2016年（平成28年）11月6日午後5時15分頃に発生した火災事故。東京都新宿区の明治神宮外苑を会場として開催されたイベント「TOKYO DESIGN WEEK 2016」の木製ジャングルジム状の展示作品が炎上し、中にいた男児1人が死亡した。

## 概要
出火元は、日本工業大学工学部建築学科と生活環境デザイン学科の学生有志グループの出展作品『素の家』(すのいえ)で、木枠をジャングルジム状に組み上げた構造物の内部に、カンナ屑状に削られた木くずが飾り付けられていた。観たり入ったりできる体験型アート作品で、出火当時も複数の子供が登って遊んでいたが、午後5時15分ごろに出火。中で遊んでいた5歳の男児が全身にやけどを負い搬送先の病院で死亡が確認され、救出しようとした父親と近くにいた40歳代の男性が怪我を負い入院した。
火災原因は、暗くなったために作品内で点灯した投光器の白熱電球の熱により木くずが発火したことと見られている。また、植木鉢で電球が木くずに直接触れないようにしていたことなどから、作品制作者側が発火の危険性を認識していた疑いがあるとされた。作品制作者側は安全対策について「火災になるとは想定していなかった」と述べており、主催者側も「高さ制限など厳しい基準を設けてきた」としているが、その一方で「今回のイベントは約600の作品が出展しており、1つ1つを詳しく見るのは難しい」とも説明している。
なお、火災発生後も入場制限をしつつイベントを続行したことについて、主催者側は「地方から来ている人もいたので、作品を見てもらえたらと思った」と説明し、「混乱を招く」との理由で火災のアナウンスも行わなかった。この事故を受け、予定していた翌日の開催は中止となった。2017年の開催も中止が発表され、2022年まで開催されていなかった。
火災事故後の同年12月、テレビ番組『羽鳥慎一モーニングショー』において、主催会社の職員がボランティアスタッフに宛てた忘年会開催案内のメールがネット上に流出・拡散され、文面などに事故に対する反省や犠牲者遺族への配慮がないとの世論を受けて忘年会は中止したことが報じられた。この件について、公式サイトは川﨑健二代表による謝罪文を掲載した。

## 捜査・裁判
2019年（平成31年）3月18日、警視庁は、展示物内に置かれて火元となった投光器の適切な管理や会場全体の安全管理を怠るなどしたとして、出展者やイベント主催者ら計6人を業務上過失致死傷の疑いで書類送検した。
同年8月1日、東京地方検察庁は出展者2人を重過失致死傷罪で在宅起訴し、主催者ら4人は不起訴処分とした。
2020年（令和2年）4月、男児の両親らが作品を出展した日本工業大学側とイベントの主催会社に計約1億2,000万円の損害賠償を求める民事訴訟を東京地方裁判所に起こした。また同年1月にはイベント会社が、同大学を相手取って約2億6,300万円の損害賠償を求める訴えを東京地裁に起こしている。
同年12月3日、男児の両親らと日本工業大学側の和解が成立した。大学側が男児の両親らに解決金を支払い、両親らは計約1億2,000万円の損害賠償のうち、作品の出展者2人と指導教員への請求について取り下げた。イベント主催者への損害賠償請求訴訟は継続する。
2021年（令和3年）3月30日、出展者2人の刑事裁判について結審。無罪を主張する2被告・弁護側に対し、検察側は被告2人に禁錮1年を求刑した。
同年7月13日、東京地裁は被告2人に禁錮10ヶ月、執行猶予3年の有罪判決を言い渡した。判決を受け、日本工業大学学長の成田健一は安全教育の徹底と再発防止に取り組むとコメントした。
同年7月26日、出展者2人の弁護人は有罪判決を不服として東京高等裁判所に控訴した。
2022年（令和4年）9月13日、控訴審判決で東京高裁(大善文男裁判長)は、元大学生2人について「わずかな注意を払えば火災を予測できたと認めるのは困難だ」と指摘し、罰金刑が上限の過失致死傷の罪にとどまると判断。1審判決を取り消し、簡易裁判所で審理するよう命じた。
同年11月16日に遺族とイベント会社の和解が成立したことが、同年12月12日に東京デザインウィーク公式サイトで公表された。
2024年（令和6年）3月5日、東京簡易裁判所は過失致死傷罪で被告2人に罰金50万円の判決を言い渡した。